# Bårsta IP

Bårsta IP är en fotbollsplan i Södertälje och var hemmaarena för fotbollslaget Assyriska FF till och med 2005. Under våren 2005 rustades Bårsta IP upp till allsvensk standard när Assyriska flyttades upp till Allsvenskan. En ny arena, Södertälje fotbollsarena, byggdes i området omkring Scaniarinken hösten 2005. Det officiella publikrekordet på Bårsta IP lyder 7 620 mot GIF Sundsvall (2-0) den 17 oktober 1999 i en avgörande match i Division 1 Norra om vem som skulle ta klivet upp till Allsvenskan. Andra minnesvärda tillställningar är de allsvenska kvalmatcherna mot Örebro SK (1-1) 1999 samt mot Örgryte IS (2-1) 2004 som lockade fulla hus.

### Fotnoter
1. ↑  ”Bolletinen”. 5 juli 2002. Arkiverad från originalet den 24 augusti 2013. https://www.webcitation.org/6J6u5qHsQ?url=http://www.bolletinen.se/sfs/allsvenskan/publikrek.pdf. Läst 14 oktober 2011.